# Szabó Aladár (lelkész, 1890–1948)
Ifj. Szabó Aladár, Szabó Aladár József Tódor (Budapest, 1890. augusztus 11. – Budapest, 1948. február 4.) református lelkész, egyháztörténész, Szabó Aladár (1862–1944) lelkész fia.

## Élete
Szülei Szabó Aladár és Biberauer Irma. Tanulmányait Budapesten végezte, 1911-ben szerzett teológiai diplomát. Ezután egy évig Berlinben tanult, majd több évig a budapesti egyetemre járt, ahol 1917-ben „sub auspiciis regis” avatták bölcsészetdoktorrá. 1912-től Budapesten működött vallástanítóként, 1917-ben meghívták lelkésznek Gödöllőre, ahol haláláig szolgált. 1927-ben Sárospatakon kapott teológiai magántanári képesítést. 1934-től a Református Híradó szerkesztőjeként dolgozott. Felesége Egyházy Ilona volt.

## Művei
- A boldogság feltételei (Prédikációk). (Budapest, 1915.)
- Vencel és Ottó királyok oklevelei. (Budapest, 1916.)
- A vasárnap megszentelése. (Budapest, 1922.)
- Ker. egyháztörténet (Népiskolai tankönyv). (Budapest, 1922.)
- Szikszai György élete és munkássága. (Debrecen, 1927.)
- Vezérkönyv az egyháztörténet tanításához az elemi iskola V. osztályában. (Debrecen, 1931.)
- A magyar protestantismus története. (Budapest, 1931.)
- A misszionárius gróf. (Budapest, 1934.)
- A magyar reformált egyházak története. (Debrecen, 1942.)
- A ker. egyház története a felvilágosodás korától napjainkig (Átdolgozott kiadás). (Debrecen, 1945.)